# Dietro la pianura
Dietro la pianura è un film thriller italiano del 1994 diretto da Gerardo Fontana e Paolo Girelli.

## Trama
Due fratelli musicisti, il pianista Martin e la violoncellista Bettina, durante un tour incontrano una affascinante ragazza (Albertina) che ammalia il giovane pianista. La sera dello spettacolo il ragazzo scompare insieme ad Albertina. Da qui in poi sarà tutto basato sulla ricerca dei due, fino al ritrovamento del corpo di Albertina. Dagli sviluppi dell'indagine emerge una serie di torbidi rapporti e il ruolo di Bettina nella morte di Albertina e nella scomparsa del fratello.